# Automóviles eléctricos en Reino Unido

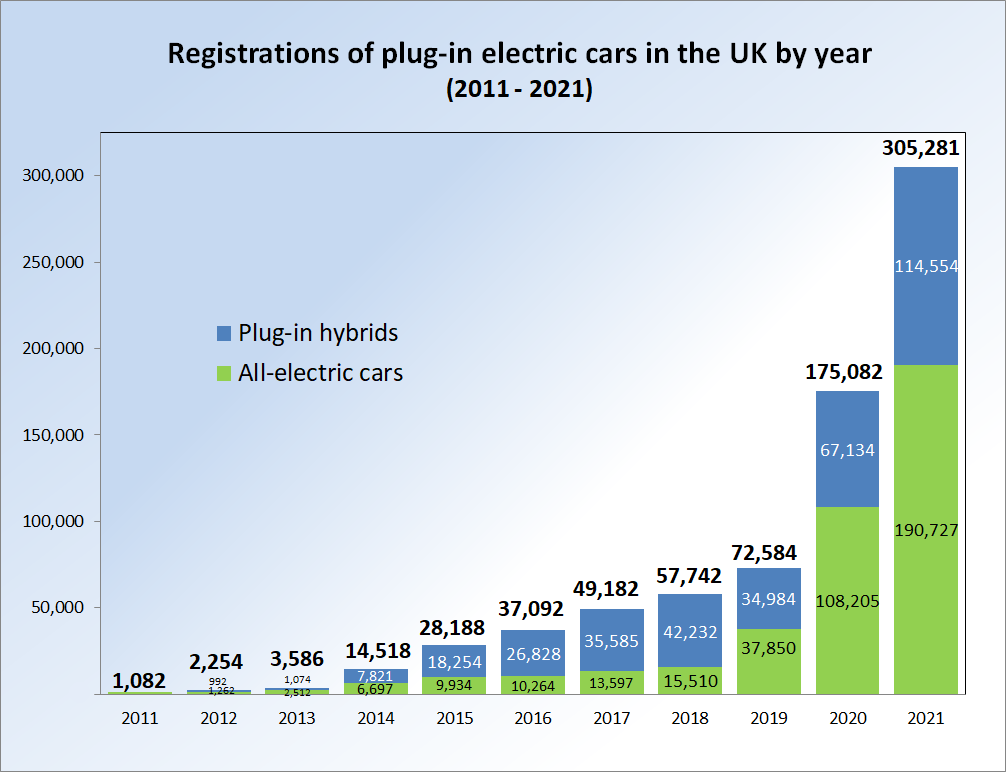
El registro de vehículos eléctricos en el Reino Unido entre enero de 2011 y diciembre de 2021.

El uso del automóvil eléctrico en Reino Unido representa un mercado creciente dentro de este país europeo. Alrededor de 745.000 vehículos eléctricos han sido registrados en el Reino Unido hasta diciembre de 2021, incluyendo los híbridos enchufables y coches totalmente eléctricos.  Esta cifra incluye un número significativo de coches eléctricos y furgonetas enchufables locales que no eran elegibles para los planes de subvenciones. Para junio de 2016, había 1.467 coches eléctricos y furgonetas registradas que no eran elegibles para el programa de subvenciones de eléctricos. Además, antes de la introducción de vehículos de producción en serie, se registraron entre 2006 y diciembre de 2010 un total de 1.096 vehículos totalmente eléctricos.

## Industria
Desde el lanzamiento del coche Grant en enero de 2011, un total de 60,755 autos elegibles se han registrado hasta abril el año 2016. Las ventas de automóviles eléctricos aumentaron de 138 unidades en 2010 a 1,082 unidades durante el año 2011. Antes de 2011, el G-Wiz, un cuadriciclo pesado, aparece como el vehículo eléctrico más vendido durante varios años.
Durante el año 2012, un total de 2.254 coches eléctricos se registraron en el Reino Unido, de los cuales, 1.262 eran eléctricos puros. Las ventas fueron dirigidos por el Nissan Leaf con 699 unidades, seguido por el Toyota Prius y el Vauxhall Ampera, con 470 y 455 unidades vendidas, respectivamente, en el año 2012. Los vehículos eléctricos Car Grant registraron cerca del 0.1% del total de las ventas de 2012.
Durante 2013, se registraron un total de 3.586 coches eléctricos enchufables, hasta el 59,0 % a partir de 2012 . De éstos, 2.512 eran coches eléctricos puros, hasta el 99,0 % entre 2012, y 1074 fueron híbridos enchufables, un 8,1 % a partir de 2012. Las ventas de automóviles representan una cuota de mercado del 0,16% del total de las ventas de automóviles nuevos en el Reino Unido en 2013. El coche eléctrico de venta superior durante el 2013 fue el Nissan Leaf, con 1.812 unidades vendidas, y el Prius PHV terminó 2013 como el híbrido enchufable de venta superior con 509 unidades vendidas, un 8,5 % a partir de 2012.
El mercado británico experimentó un aumento de ventas de automóviles enchufables durante 2014, impulsado por la introducción de varios modelos nuevos. La matriculación de automóviles eléctricos enchufable cuadriplicó en el Reino Unido, pasando de 3.586 en 2013 a 14.518 unidades en 2014. Los registros durante 2014 consistieron en 6.697 eléctrico puros y 7.821 híbridos enchufables. El total de registros en 2014 aumentaron un 305% a partir de 2013, con todos los coches eléctricos en crecimiento de 167%, mientras que los registros de híbridos enchufables se incrementaron un 628% respecto al año anterior. El segmento de coches eléctricos enchufables capturó una cuota de mercado del 0,59% de las ventas de automóviles nuevos en 2014, por encima del 0,16 % en 2013. En noviembre de 2014 con 646 coches totalmente eléctricos y 1.225 híbridos enchufables registrados, la cuota de mercado del segmento pasó del 1% de las ventas de automóviles nuevos mensuales por primera vez en el Reino Unido.

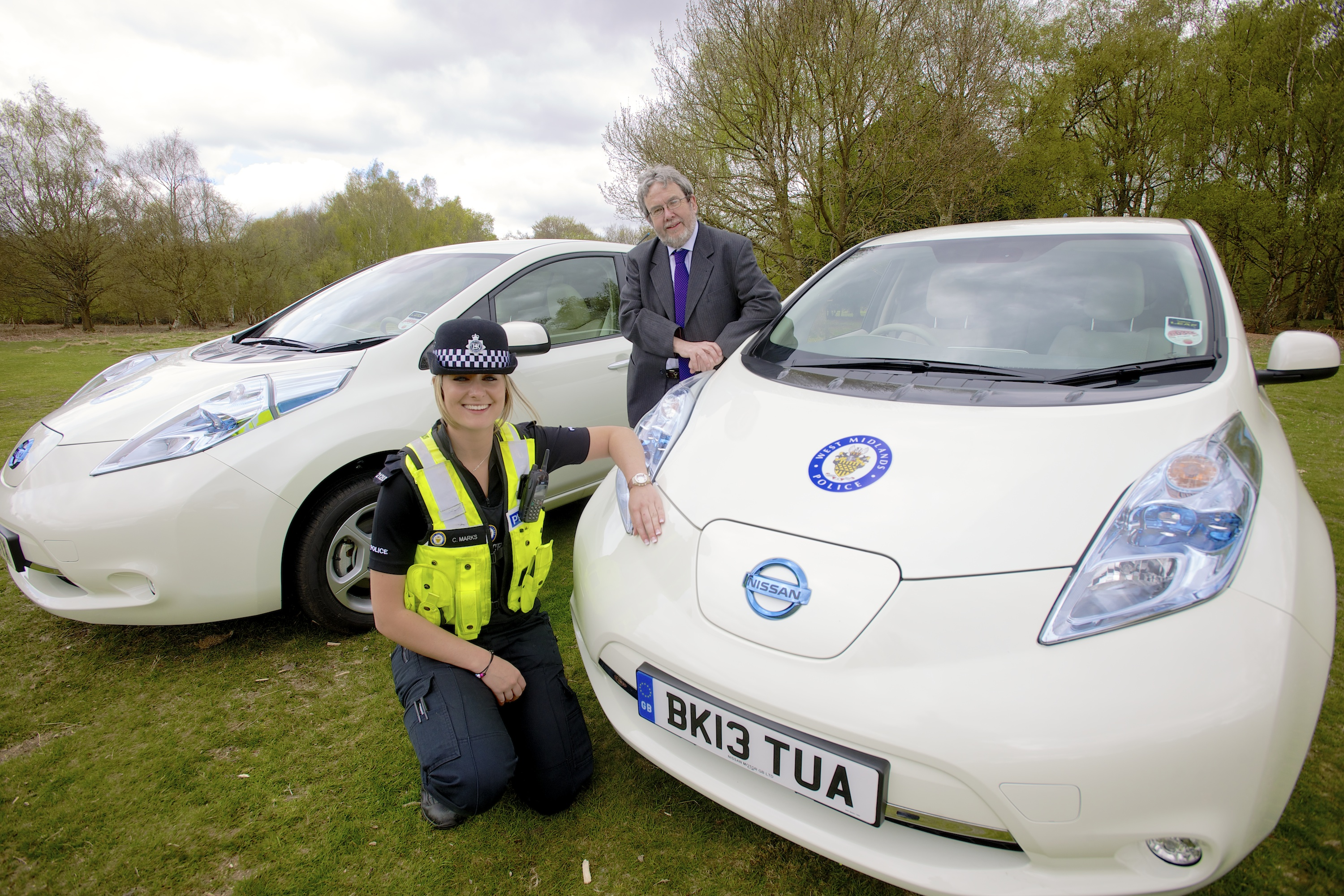
El Nissan Leaf, con 12.433 unidades vendidas hasta el año 2015, ha sido el coche eléctrico puro más vendido en el Reino Unido por cuarto año consecutivo.

Las ventas de Nissan Leaf alcanzaron para septiembre de 2014 un récord de 851 unidades, por encima de 332 unidades al mismo mes de 2013, lo que representa no solo las mejores ventas mensuales en el Reino Unido de la historia, sino también el mayor volumen de Nissan Leaf se hayan fabricado en un mes en una país europeo. El récord europeo anterior fue alcanzado por Noruega en marzo de 2013, con 703 Leaf que se vendieron en ese mes. El Outlander P-HEV fue uno de los nuevos modelos con un efecto significativo en el mercado, lanzado en abril de 2014, se capturó una cuota de mercado del 35,8 % de las ventas totales de autos enchufables en el primer semestre de 2014. El híbrido enchufable Mitsubishi se convirtió en el vehículo enchufable de venta superior del vehículo eléctrico en julio de 2014 y capturó el 43% de todas las solicitudes del régimen de autos enchufables de subvenciones de coches de ese mes. El Outlander PHEV terminó 2014 como el coche eléctrico enchufable más vendido en el Reino Unido ese año con 5.370 unidades vendidas. Las ventas del Nissan Leaf también experimentaron un crecimiento significativo en 2014, con 4.051 unidades vendidas, un aumento del 124% de las 1.812 unidades vendidas en 2013. Para 2015, el Leaf continuó ubicándose como el coche eléctrico más vendido en el Reino Unido, con ventas acumuladas de 7.197 unidades desde su introducción en marzo de 2011. Más de 24.500 coches eléctricos enchufables ligeros se registraron en el país a finales de diciembre de 2014.

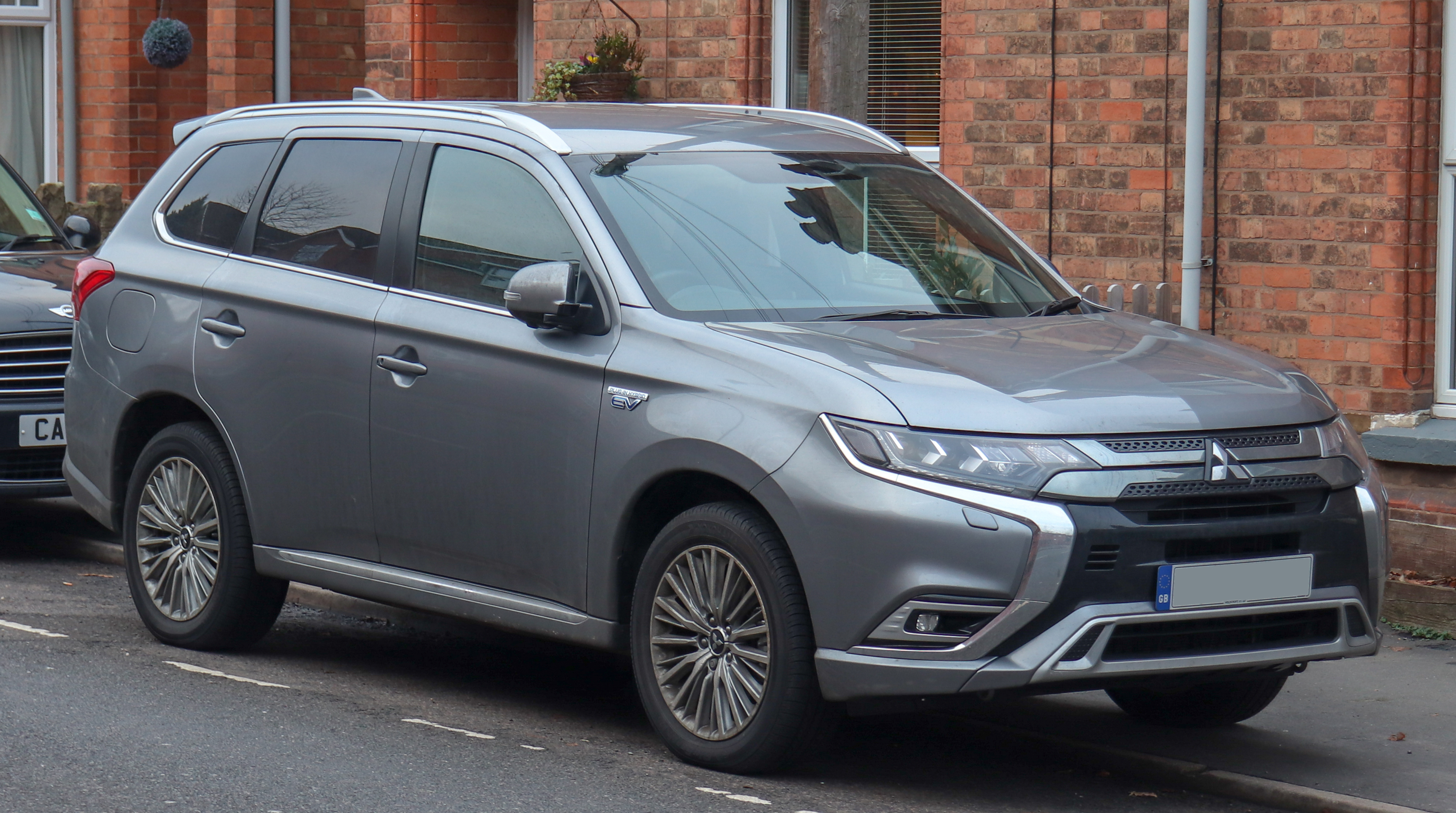
Desde marzo de 2015, el Mitsubishi Outlander PHEV es el de todos los tiempos de mayor venta de coches eléctricos en el Reino Unido, con 17.045 unidades registradas hasta diciembre de 2015.

El aumento de la demanda para los coches enchufables continuó durante 2015, en la medida en que la cifra de vehículos de emisiones de vehículos ultra bajos (ULEV) en 2014 fue sobrepasada en junio de 2015. La matriculación de automóviles eléctricos enchufables en el Reino Unido ascendió a 28.188 unidades en 2015, que consta de 9.934 vehículos eléctricos puros y 18.254 híbridos enchufables. El total de registros en 2015 aumentaron un 94,0% a partir de 2014, con todos los coches eléctricos teniendo un crecimiento de 48,3% año con año, mientras que los registros de híbridos se incrementaron 133, % año con año. El segmento de los coches eléctricos elevó su cuota de mercado de las ventas de automóviles nuevos en 2015 a casi el 1,1%, frente al 0,59% en 2014. Con casi 3100 coches enchufables vendidos durante diciembre de 2015, el segmento de autos enchufables alcanzó un récord de 1,7% de las ventas de automóviles nuevos en el Reino Unido, el más alto jamás.
Las ventas de la Mitsubishi Outlander P-HEV en el mercado británico alcanzó la marca de 10.000 unidades en marzo de 2015, permitiendo que el híbrido enchufable superara al Leaf como el vehículo eléctrico enchufable de mayor venta de todos los tiempos en el Reino Unido. Las ventas de Nissan Leaf superaron el hito de 10.000 unidades en junio el año 2015. Los modelos más vendidos en 2015 fueron el Outlander P-HEV con 11.681 unidades registradas, un 118% a partir de 2014, seguidos por el Leaf con 5.236 unidades (un 29%), y el BMW i3 con 2.213 unidades (un 59%). Para diciembre de 2015, las ventas acumuladas del Outlander PHEV, el coche enchufable de venta superior en el Reino Unido, ascendieron a 17.045 unidades registradas, y las ventas acumuladas del Leaf de Nissan, el coche totalmente eléctrico coche más vendido, ascendieron a 12.433 unidades registradas.
Las ventas de automóviles enchufables tuvieron el mejor mes de registro en marzo de 2016 y la cuota de mercado del segmento de vehículos enchufables alcanzó el 1,37% del total de las matriculaciones de vehículos nuevos en el Reino Unido en ese mes.

## Ventas
La siguiente tabla presenta los registros de los 20 coches eléctricos de mejores ventas con capacidad de carretera por modelo a finales de 2014, y para el final del año 2015.
| Top 20 de venta de coches eléctricos enchufables de poca potencia de carretera por registros en el Reino Unido entre diciembre de 2014 y marzo de 2016                                                                                                   | Top 20 de venta de coches eléctricos enchufables de poca potencia de carretera por registros en el Reino Unido entre diciembre de 2014 y marzo de 2016 | Top 20 de venta de coches eléctricos enchufables de poca potencia de carretera por registros en el Reino Unido entre diciembre de 2014 y marzo de 2016 | Top 20 de venta de coches eléctricos enchufables de poca potencia de carretera por registros en el Reino Unido entre diciembre de 2014 y marzo de 2016 | Top 20 de venta de coches eléctricos enchufables de poca potencia de carretera por registros en el Reino Unido entre diciembre de 2014 y marzo de 2016 | Top 20 de venta de coches eléctricos enchufables de poca potencia de carretera por registros en el Reino Unido entre diciembre de 2014 y marzo de 2016 |
| Modelo | Total de registros para finales de: | Total de registros para finales de: | Modelo | Total de registros para finales de: | Total de registros para finales de: |
| Modelo | 2015 | 2014 | Modelo | 2015 | 2014 |
| --- | --- | --- | --- | --- | --- |
| Mitsubishi Outlander P-HEV | 16,100 | 5,273 | BMW i8 | 1,022 | 279 |
| Nissan Leaf | 11,219 | 6,838 | Renault Kangoo Z.E. | 740 | 663 |
| BMW i3 | 3,574 | 1,534 | Mercedes-Benz C350 e | 628 | 0 |
| Renault Zoe | 3,374 | 1,356 | Porsche Panamera S E-Hybrid | 395 | 241 |
| Tesla Model S | 2,087 | 698 | Peugeot iOn | 374 | 368 |
| Toyota Prius Plug-in Hybrid | 1,580 | 1,324 | Volvo V60 Plug-in Hybrid | 337 | 232 |
| Volkswagen Golf GTE | 1,359 | 0 | Mitsubishi i MiEV | 251 | 266 |
| Vauxhall Ampera | 1,279 | 1,169 | Smart electric drive | 216 | 205 |
| Audi A3 e-tron | 1,218 | 66 | Citroën C-Zero | 199 | 202 |
| Nissan e-NV200 | 1,047 | 399 | Mercedes-Benz B-Class Electric Drive | 162 | 0 |
| Nota: Las cifras Registros rara vez se corresponden con las cifras de ventas acumuladas. En Europa, un número significativo de los coches eléctricos enchufables son importados de países vecinos como coches de segunda mano, principalmente a Noruega. | | | | | |

## Incentivos del gobierno
El programa de becas para cohces enchufables se inició el 1 de enero de 2011 y está disponible en el Reino Unido. El programa reduce el costo de los coches elegibles aportando una subvención del 25% para los gastos de nuevos automóviles cerrados a GB £ 5.000 ($ 7.450). Del 1 de abril de 2015, la tasa del precio de compra se elevó a cubrir hasta el 35% de descuento del precio de venta recomendado del vehículo, hasta el GB ya existente un límite de £ 5.000. Este cambio significa que los coches eléctricos con precios por debajo de £ 20.000 GB puede tomar ventaja de la mayor parte o la totalidad del descuento de £ 5.000. Tanto los compradores de flotas privadas y de negocios son elegibles para esta beca, que se recibe en el punto de compra y la subvención se afirma de nuevo por el fabricante después.
El programa de coches enchufables fue extendido para incluir furgonetas desde febrero de 2012. Los compradores de vans pueden recibir un 20% - hasta a GB £ 8,000 (~ US $ 12.000) en el costo de una camioneta. Para ser elegible para el esquema, las furgonetas tienen que cumplir con los criterios de rendimiento para garantizar la seguridad, el alcance y las emisiones del tubo de escape ultra bajas. Los consumidores, negocios y privados, pueden recibir el descuento en el momento de la compra.
En abril de 2014, el gobierno anunció que la financiación de la subvención total de hasta 5.000 £ a GB permanecerá en su lugar hasta que sea 50.000 becas hayan sido emitidas o hasta 2017, lo que ocurra primero. Dado que las previsiones estiman que el régimen habría alcanzado su límite de 50.000 alrededor de noviembre de 2015, el gobierno anunció en agosto el año 2015 que la cesión de coches enchufables continuará al menos hasta el de febrero de 2016 para todos los vehículos enchufables con las emisiones de CO2 de 75 g / km de bajo, el Gobierno también anunció que un mínimo de 200 GB £ millones (~ US $ 300 millones) se ha puesto a disposición de continuar con la cesión de coches enchufables.

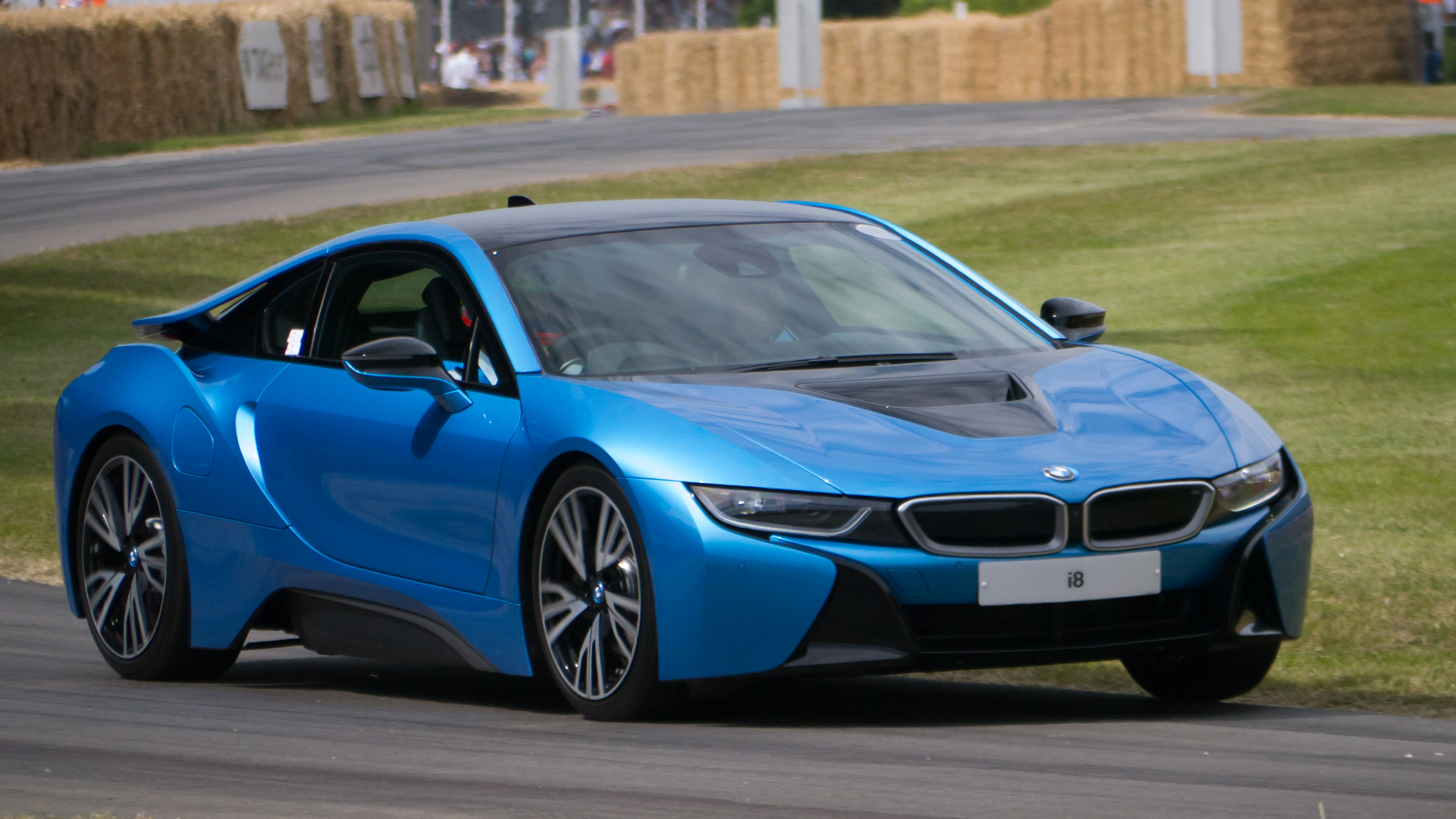
Híbrido enchufable con precio de compra de 60.000 libras, como el BMW i8, ano son elegibles para los beneficios Car Grant de marzo de 2016.

El subsidio de coches enchufables fue extendido para incluir furgonetas desde febrero de 2012. Compradores de vans pueden recibir una deducción de 20% - hasta GB £ 8,000 (~ US $ 12.000) - en el costo de una camioneta enchufable. Para ser elegible para el esquema, las furgonetas tienen que cumplir con los criterios de rendimiento para garantizar la seguridad, el alcance y las emisiones del tubo de escape ultra bajas. Los consumidores, negocios y privado pueden recibir el descuento en el momento de la compra El esquema actualizado entra en vigor el primero de marzo de 2016 .
Un tope de precios estará en su lugar, con toda la categoría 1 de vehículos enchufables y optar a la subvención total no importa su precio de compra, mientras que la categoría 2 y 3 modelos con un precio de lista de más de GB £ 60.000 ( US $ 90,000 ) no será elegible para la subvención Bajo el esquema extendido, algunos coches deportivos híbrido enchufables ya no serán elegibles para el subsidio, tales como el BMW i8 debido a su 100.000 GB £ (~ US $ 150.000) etiqueta de precio de compra . Los vehículos con un rango de cero emisiones de al menos 70 millas (110 kilómetros) (categoría 1), incluidos los vehículos de pila de combustible de hidrógeno, obtendrá un GB completo £ 4,500 (~ US $ 6.700 ), pero en los híbridos enchufables (categorías 2 y 3) que cuesten menos de GB £ 60.000 ( ~ US $ 90,000) recibirá GB £ 2,500 (~ US $ 3,725) . El plan de subvenciones se puso en peligro cuando un total acumulado de 40.000 Categoría 1 reclamaciones y 45.000 categorías 2 y 3 ventas combinadas se han hecho. Tanto estos totales incluyen los automóviles vendidos antes de marzo de 2016.
Además de la ampliación de la cesión de autos enchufables, el gobierno también anunció que mantendrá el "Esquema eléctrico de carga en casa". A partir de marzo de 2016 los propietarios de vehículos de ultra - bajas emisiones que instalan un punto de carga dedicada en su casa, que cubre aproximadamente la mitad del coste medio, obtendrán GB £ 500 (~ US $ 750) para el costo de la instalación del punto de recarga, en lugar de la anterior GB £ 700 (~ US $ 1.050) como máximo.

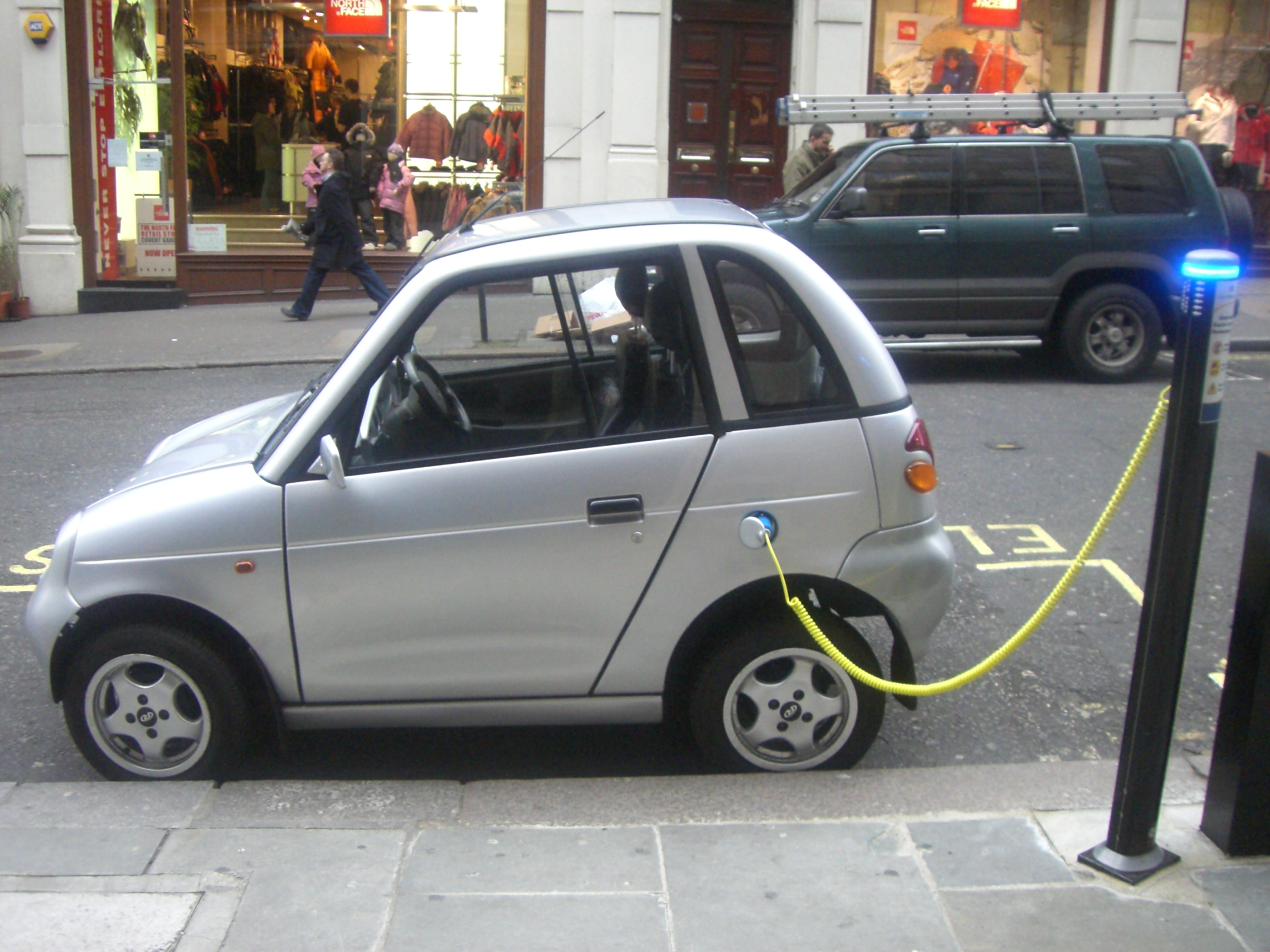
El REVAi/G-Wiz i cargando en una estación callejera en las calle de London.

### Excepción de la cuota de congestión de Londres
Todos los vehículos eléctricos y vehículos elegibles enchufables eléctricos híbridos califican para un descuento del 100% de la tasa de congestión de Londres. Un vehículo de propulsión eléctrica califica si el vehículo está registrado en la Agencia de Licencias para Conductores y Vehículos (DVLA) y tiene un tipo de combustible de 'eléctrica', o, alternativamente, si el vehículo es un «híbrido enchufable» y está en la lista del Gobierno de los PHEV elegibles para el Gran OLEVt. Para febrero de 2016, PHEV aprobados incluyen todos los coches de gama extendida como el BMW i3 Rex y los híbridos enchufables que emiten 75 g / km o menos de CO2 y que cumplen con la norma Euro 5 para la calidad del aire, como el Audi A3 Sportback e-tron, BMW i8, Mitsubishi Outlander P-HEV, Toyota Prius Plug-in Hybrid y Volkswagen Golf GTE.

### Plan «Plugged-in Places»
El 19 de noviembre de 2009, Andrew Adonis, el Secretario de Estado de Transportes, anunció un plan denominado «Plugged-in places», poniendo a disposición £ 30 millones para ser compartido entre tres y seis ciudades para investigar más a fondo la viabilidad de proporcionar suministro de energía para vehículos eléctricos, y el fomento de los gobiernos locales y las empresas para que participen y pujar por los fondos. Existen ofertas actuales de las zonas que se incluirán en el esquema de los «plugged-in-places» que incluye ; Londres, Milton Keynes y el noreste de Inglaterra.
El Gobierno está apoyando el programa «plugged-in places» para instalar puntos de recarga de vehículos en el Reino Unido. El esquema ofrece cofinanciación a consorcios de empresas y socios del sector público para apoyar la instalación de la infraestructura de recarga de vehículos eléctricos en los lugares de plomo en el Reino Unido. Existen ocho estaciones de carga; Gran Mánchester; London; Midlands; Milton Keynes; North East; Northern Ireland; y en Escocia.
El Gobierno también publicó una estrategia de infraestructura en junio de 2011.